# Gartenkulturpfad beiderseits der Neiße

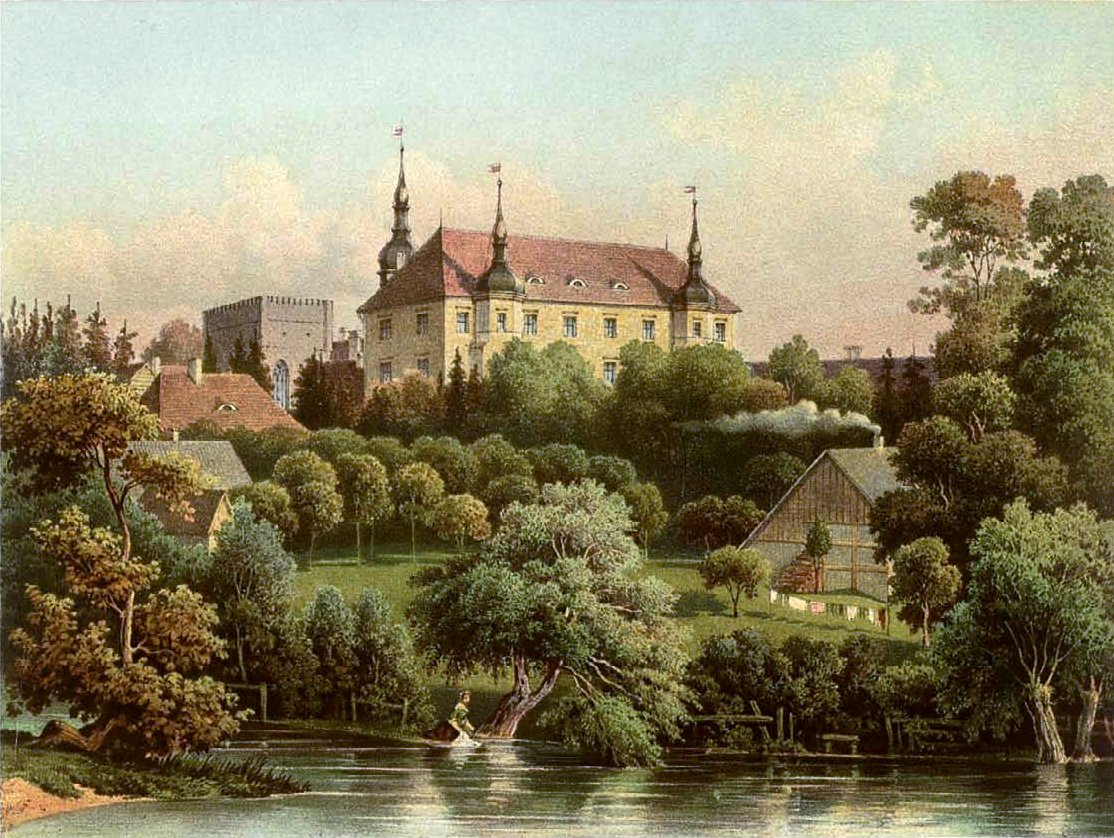
Schloss Klitschdorf um 1860, Sammlung Alexander Duncker

Der Gartenkulturpfad beiderseits der Neiße ist ein Projekt der Deutschen Gartenbau-Gesellschaft 1822 e. V. (DGG) zur Vernetzung der örtlich in den Gärten und Parks engagierten Bürger, Verwaltungen, Organisationen und Unternehmen und verknüpft bereits vorhandene gartenbauliche Angebote und Initiativen. Die Zusammenarbeit verbessert die touristische Erschließung, erreicht Länder- und europäische Förderung und hilft so regionale Garten- und Baukunst gemeinsam in hoher Qualität zu erhalten und zu verbessern.

## Lage
Die Gärten und Parks liegen im Osten des Landes Sachsen und in den benachbarten Grenzregionen von Polen. Gleichzeitig ist dies auch das Gebiet der Euroregion Neisse-Nisa-Nysa und der Regionen Niederschlesien und Oberlausitz.

## Geschichte

### Konzept und Anfänge
Im Jahre 2004 übernahm der Förderverein „Fürst-Pückler-Region e. V.“ die Idee der Gartenkulturpfade von der Deutschen Gartenbau-Gesellschaft 1822 e. V. und verankerte die regionale Ausprägung im Gartennetz Deutschland e. V. Neben der Erweiterung des Zusammenschlusses wurden zur Sensibilisierung und Schulung der Eigentümer und örtlicher Akteure Parkseminare durchgeführt. Das Projekt wird seit Mitte 2009 mit Unterstützung des Zweckverbandes Kulturraum Oberlausitz – Niederschlesien (nach dem Sächsischen Kulturraumgesetz) und der Sparkasse Oberlausitz-Niederschlesien durch ein deutsch-polnisches Projektleitungsteam geführt. Durch die Zusammenarbeit mit mehreren deutschen und polnischen Partnern sollte die EU-Förderung für die Unterstützung der fachlichen Parkpflege, Erarbeitung der Planungsgrundlagen und eines Gartentourismuskonzeptes erreicht werden. Ebenfalls 2009 konnte Gräfin Bettina Bernadotte als Schirmherrin gewonnen werden und über das deutsch-polnische Förderprogramm Ziel 3 (Tourismusmarketing und Pflegemanagement) wurden vier Parkpflegestützpunkte (im Landkreis Görlitz, im Kreis Bautzen sowie in Boleslawec (Bunzlau) und Jelenia Gora (Hirschberg)) beantragt. Geplant waren jeweils ein Parkmanager, ein Assistent, zwei bis drei Gärtner, dazu geförderte Arbeitskräfte der jeweiligen Kommunen. Ebenfalls 2009 unterzeichnete die Gemeinde Boxberg einen Kooperationsvertrag für die Mitarbeit der Parks Nochten und Uhyst.

### Gründung des Vereins und erste EU-Förderung
Im Mai 2010 gründeten in Neschwitz 16 Mitglieder den Verein „Gartenkulturpfad beiderseits der Neiße“ (jetzt: Gartenkulturpfad Oberlausitz e. V.) mit Sitz in Bad Muskau, um die geplanten Projekte in der Region zu verankern, den Kontakt untereinander zu fördern und in Zukunft als grenzüberschreitender Verbund wirksam werden zu können. Im März 2012 wurden zwei große EU-Projekte bewilligt: 461 200 Euro für die Parks, Gärten und deren grenzüberschreitende touristische Vermarktung, weiterhin 574 000 Euro für den Ausbau des Wander- und Radwegenetzes sowie zehn zusätzliche Wasserein- und -ausstiegsstellen für Kanufahrer entlang der Lausitzer Neiße. Allerdings standen – im Gegensatz zur polnischen – auf der deutschen Seite die Gelder für Arbeitskräfte (z. B. zur Freilegung von Sichtachsen) nicht zur Verfügung.

### Erste Erfolge
Der Pflegezustand der Parks und Gärten und die Ausbildung der Akteure vor Ort waren sehr unterschiedlich. Mit der Bewilligung der EU-Förderung konnten zwei vorgeplante Projekte angegangen werden. Für das erste Projekt „Pflege und Planung“ konnte die Entwicklungsgesellschaft Niederschlesische Oberlausitz (ENO) als Partner gewonnen werden. „Ziel dieses Projektes ist die Entwicklung eines einheitlichen Leitfadens für die Pflege und Gestaltung der Parks“, erklärt Thomas Vogel von der ENO der Regionalzeitung Lausitzer Rundschau. In kleinen Gruppen sollen Fachleute Konzepte prüfen, deren Tauglichkeit vor Ort testen und einen gemeinsamen Standard für die Park- und Gartenpflege entwickeln. Mit der touristischen Vermarktung befasst sich das zweite Projekt mit der Dienstleistungen für Struktur- und Arbeitsmarktentwicklung Dresden GmbH  (DSA). Ein gemeinsames Touristik- und Vermarktungskonzept erfordert auch eine gemeinsame Identifikation zwischen polnischem und deutschem Teil, an der noch zu arbeiten ist. Auf dieser Basis ist Informationsmaterial zu erarbeiten. 2013 entstand unter Mitarbeit der Stiftung Niederschlesische Wälder, der Stiftung Parks und Gärten im Hirschberger Tal sowie der Marketing-Gesellschaft Oberlausitz-Niederschlesien mbH (MGO) eine Karte mit den 33 Gartenanlagen und sieben geografischen Routen: Hirschberger Tal, grüne Perlen der Niederschlesischen Wälder, entlang der Neiße, Heidelandschaft, zwischen Dresden und Görlitz, Schlossparks – Bautzen, Zittauer Gebirge.

### Bilanz nach 5 Jahren
Im September 2015, im 5. Bestehensjahr, hat sich der Trägerverein in „Gartenkulturpfad Oberlausitz e. V.“ umbenannt. Auch wenn sich nicht alle Hoffnungen erfüllten, ist die Bilanz positiv: sehr erfolgreiche Lobbyarbeit für die Parks und Gärten der Natur, die als lebendige Denkmäler begriffen werden; der Verein hat einen Leitfaden für die Parkpflege herausgegeben, der wichtige Anregungen und Hinweise enthält; „denkmalpflegerische Zielkonzepte“ im Wert von jeweils 10.000 Euro gibt es bereits für zwölf historische Park- und Gartenanlagen. Die bewährten Parkseminare sollen fortgeführt werden. Geplant sind Audio-Guides und ein Handy-lesbarer QR-Code am Parkeingang.

## Mitglieder

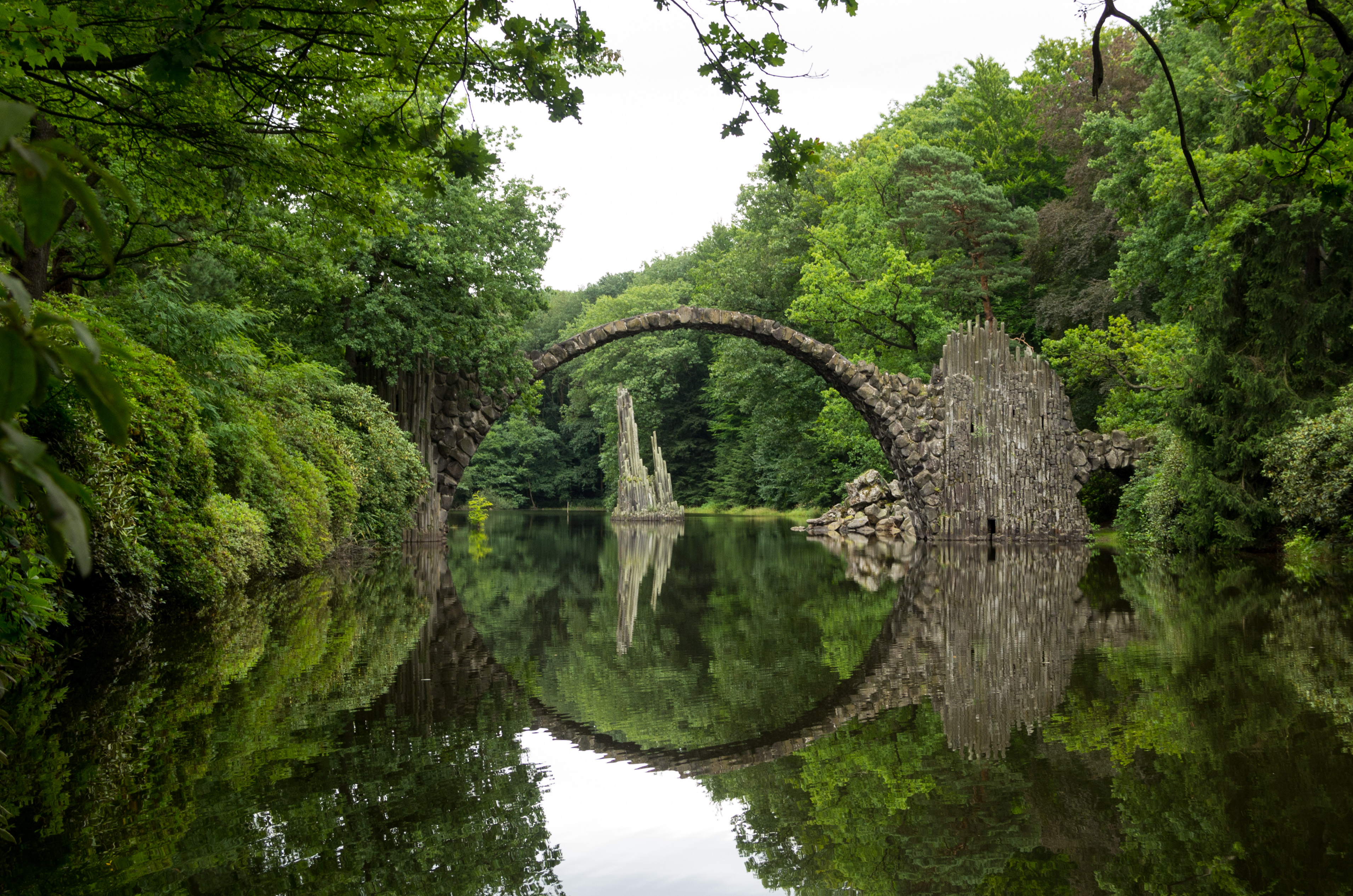
Rakotzbrücke in Kromlau (Gablenz)

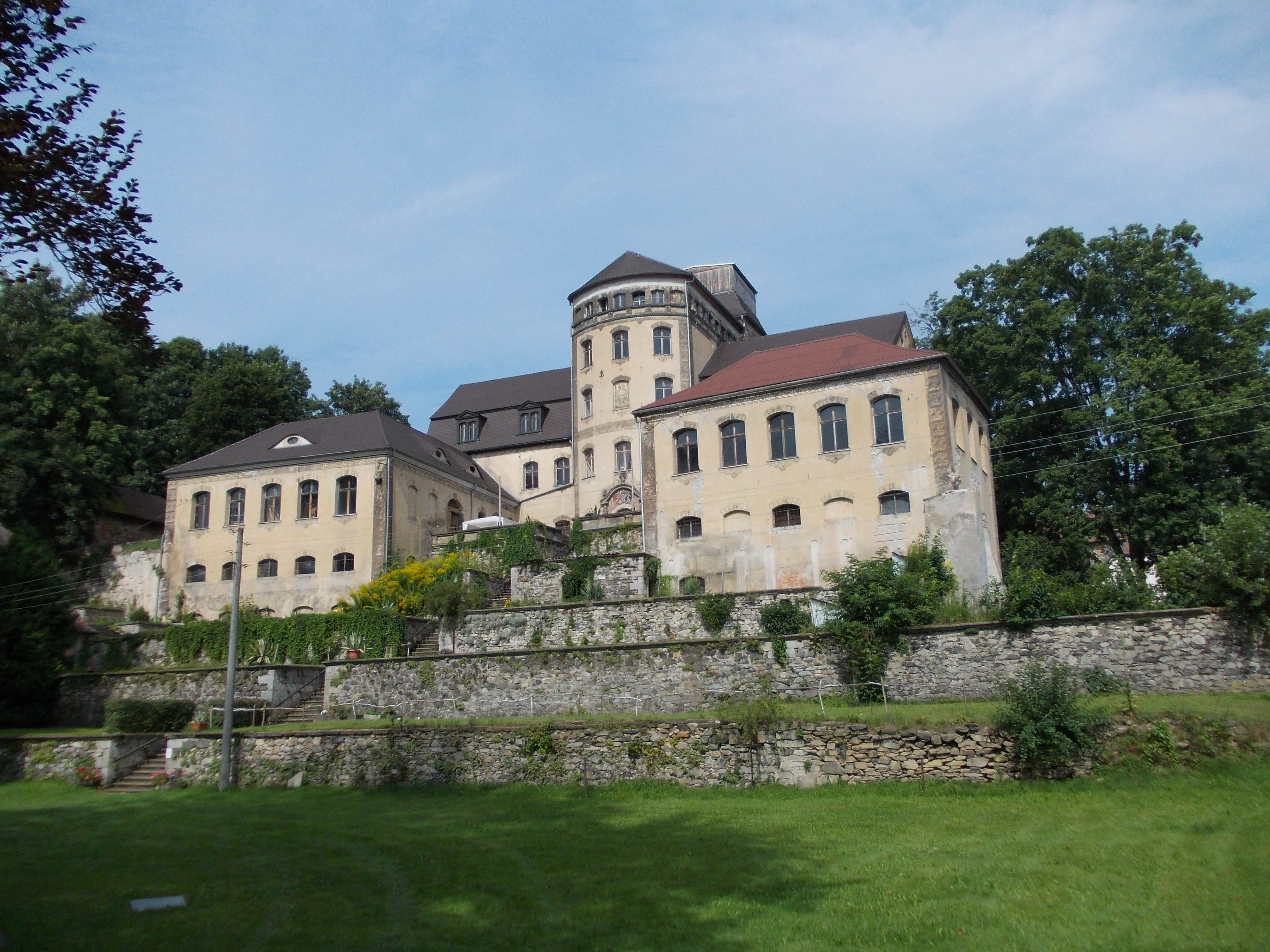
Schloss und Schlossgarten Hainewalde

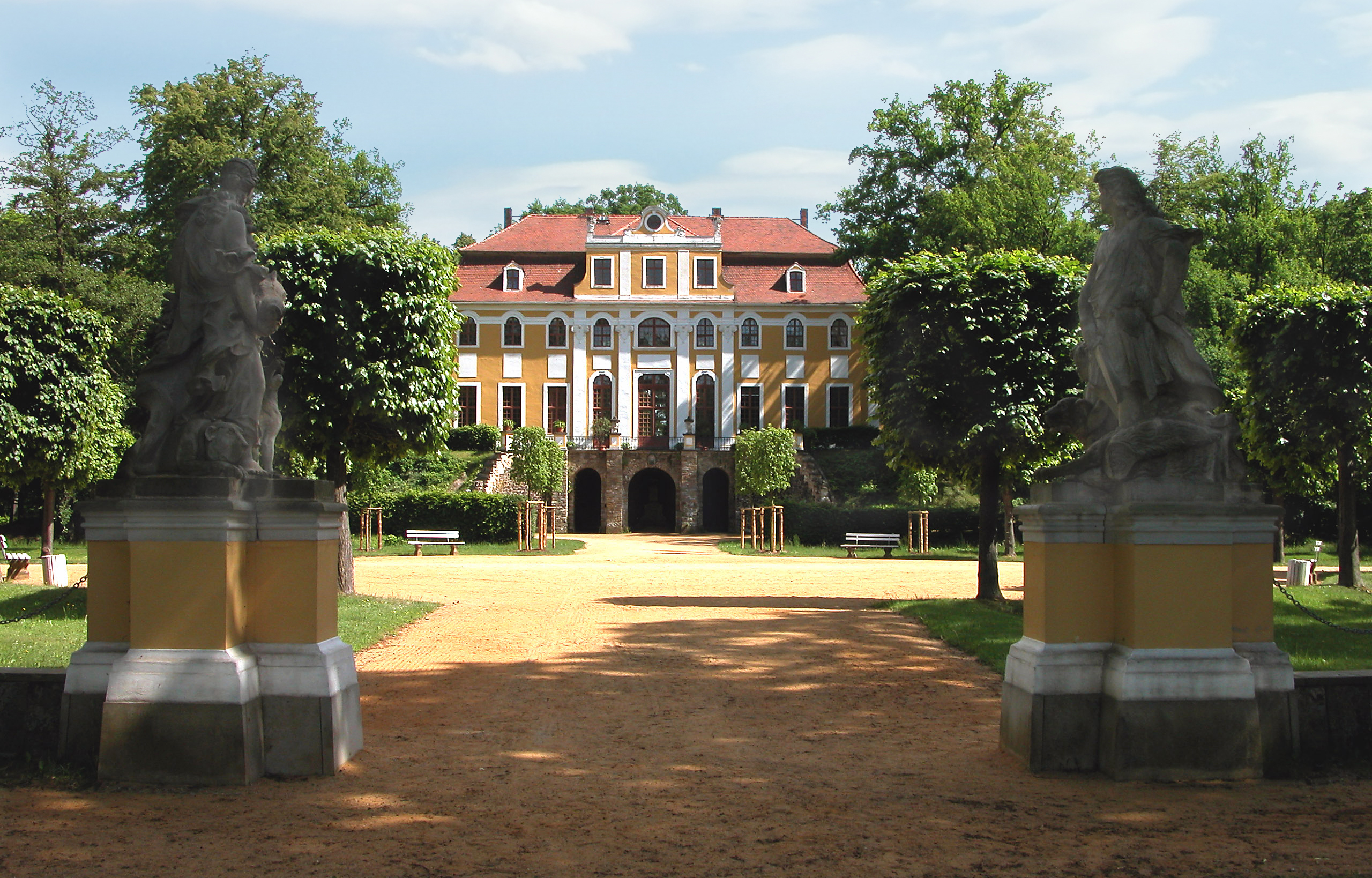
Barockschloss Neschwitz

Vereinsmitglieder sind folgende Anlagen des Gartenkulturpfades:
- Bukowiec, Schlosspark
- Chichy, Schlosspark
- Cieplice, Kurpark
- Cunewalde, Schlosspark
- Gablenz, Schlosspark (Kromlauer Park) (seit 2011)[15]
- Görlitz, Heiliges Grab und Ölberggarten
- Görlitz, Nikolaifriedhof
- Gröditz, Schlosspark
- Großharthau, Schlosspark
- Hainewalde, Schlosspark
- Herrnhut, Herrnhuter Gärten
  - Herrnhuter Gottesacker als traditionelle Begräbnisstätte
  - barocker Herrschaftsgarten
  - Garten des Heimatmuseums als moderne Interpretation des barocken Hausgartens
- Jelenia Góra, Schlosspark „Paulinum“
- Karpniki, Schlosspark
- Kliczków, Schlosspark (seit 2006)[16]
- Königshain, Schlosspark
- Krobnitz, Schlosspark
- Lomnitz, Schlosspark
- Mysłakowice, Schlosspark
- Neschwitz, Schlosspark
- Nochten, Lausitzer Findlingspark (seit 2009)[4]
- Panschwitz-Kuckau, Garten St. Marienstern
- Przewóz, Park
- Rothenburg, Landschaftspark
- Schmochtitz, Park am Bischof-Benno-Haus
- Seifersdorfer Tal und Schlosspark
- Staniszów, Schlosspark
- Uhyst, Schlosspark (seit 2009)[4]
- Wojanów, Schlosspark

Vertraglich geregelte Zusammenarbeit gab es bereits vor der Vereinsgründung 2010.
Weiterhin gibt es eine enge Zusammenarbeit durch Kooperationsverträge mit
- Fürst-Pückler-Park Bad Muskau
- Schlosspark Königswartha
- Barockschloss und Park Rammenau

## Service
Die Homepage des Gartenkulturpfad Oberlausitz e. V. bietet
- eine Übersicht der beteiligten Anlagen (Mitglieder) mit Lagekarte
- eine Übersicht kooperierender Anlagen mit Weblinks
- eine Auflistung weiterer interessanter Anlagen im Gebiet
- Information zu jedem einzelnen Mitglieds-Park bzw. -Garten
  - Beschreibung mit kurzem geschichtlichem Überblick
  - Veranstaltungen
  - Audio-Guide
- einen Veranstaltungskalender
- sieben geografische Routen mit PDF-Download
- Informationen zu Projekten

Neben anderem gedrucktem Informationsmaterial und Presseartikeln gibt es jährlich einen Veranstaltungskalender, erstmals 2017.
Es gibt eine Wanderausstellung und seit 2011 ein deutsch-polnisches Wochenende.